# Station Leerdam
Station Leerdam is het station van Leerdam en ligt aan de MerwedeLingelijn, onderdeel van de Betuwelijn. Het heeft twee perrons in bajonetligging. Het station werd geopend op 1 december 1883.
Het oude stationsgebouw is een kleinere versie van dat van Sliedrecht en het allereerste station Hardinxveld-Giessendam. In 1987 werd direct naast het oorspronkelijke een nieuw stationsgebouw geopend. Dit gebouw is eenvoudig van opzet en staat dichter bij het nieuwe stadhuis van Leerdam. Architect van het gebouw is Cees Douma.
Het oude stationsgebouw bleef behouden en werd in gebruik genomen als restaurant.

## Treinen
Het station wordt in de dienstregeling 2025 door de volgende treinserie bediend:
| Serie | Treinsoort        | Route                                          | Bijzonderheden                    |
| ----- | ----------------- | ---------------------------------------------- | --------------------------------- |
| 7200  | Stoptrein (Qbuzz) | Dordrecht – Gorinchem – Leerdam – Geldermalsen | Rijdt onder de formule van R-net. |

## Bussen
Openbaar vervoer per bus van Arriva, Qbuzz en U-OV met:
- Lijn 85 Leerdam - Schoonrewoerd - Vianen - Utrecht Centraal, Jaarbeurszijde (streekbus U-OV)
- Lijn 260 Leerdam - Asperen - Beesd - Enspijk - Deil - Geldermalsen (buurtbus Arriva)
- Lijn 650 Leerdam - Rhenoy - Rumpt - Beesd - Culemborg (schoolbus Arriva)
- Lijn 660 Leerdam ← Asperen (schoolbus Arriva)
- Lijn 673 Leerdam - Asperen - Heukelum - Spijk - Gorinchem (schoolbus Arriva)
- Lijn 704 Leerdam - Kedichem - Arkel (buurtBuzz Qbuzz)
- Lijn 903 U-flex Vijfheerenlanden West

## Foto's

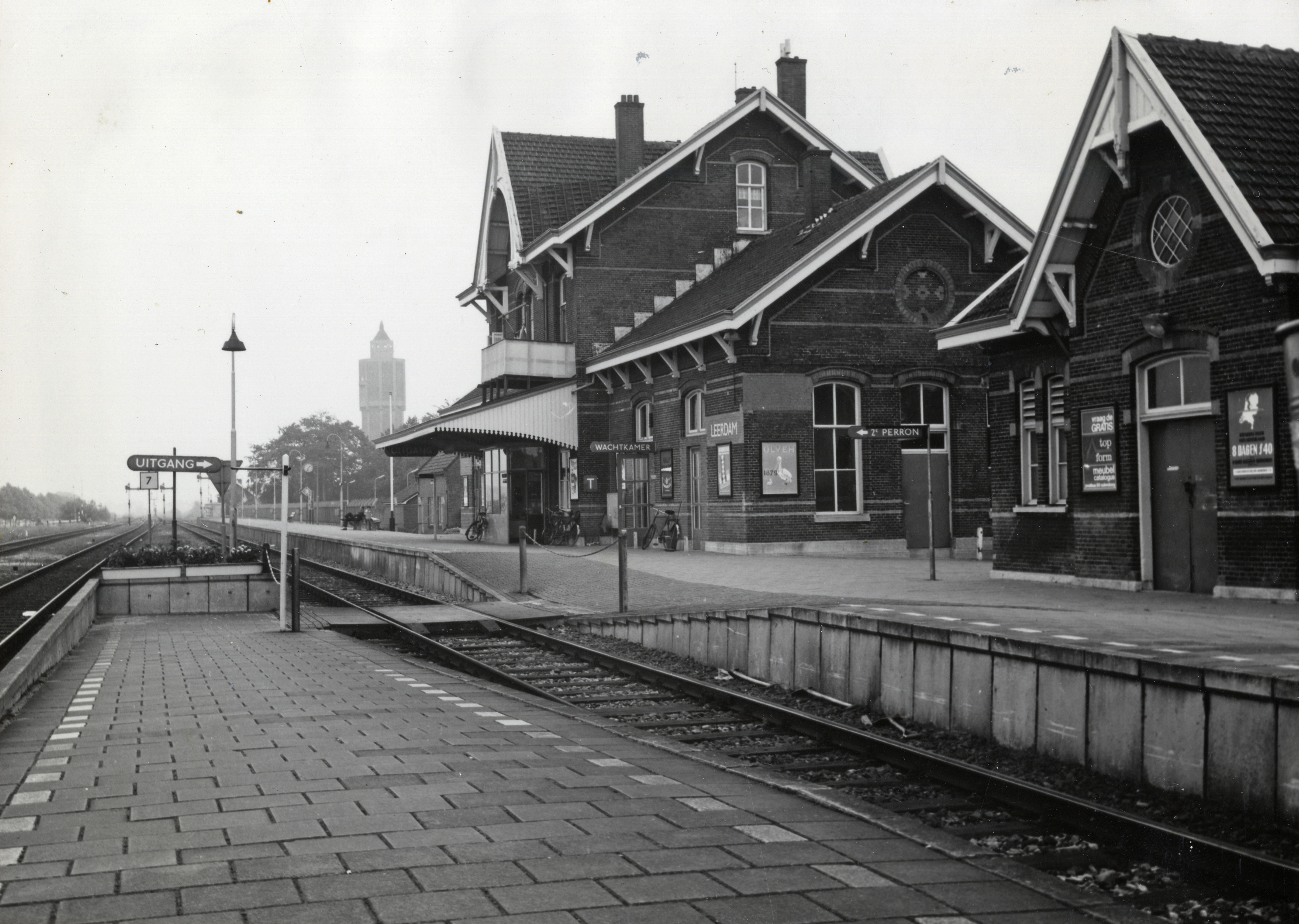
Station in 1967
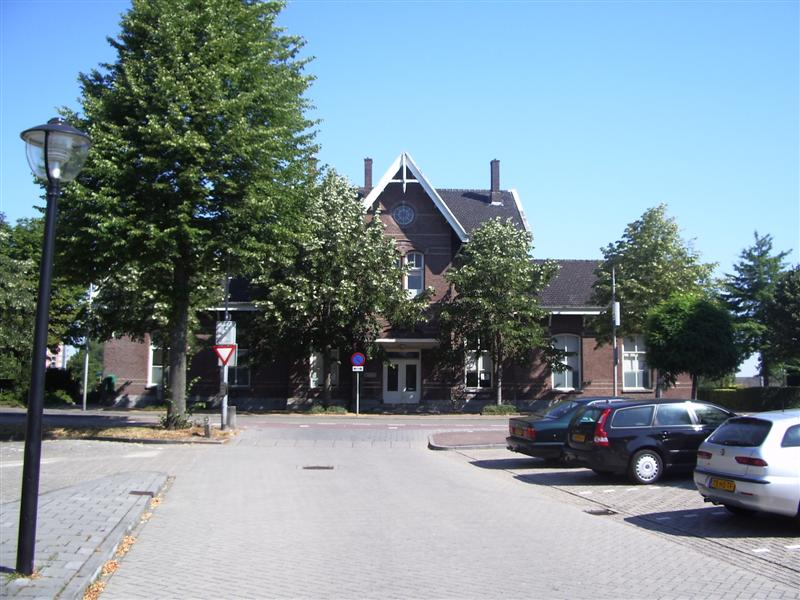
Het oude stationsgebouw
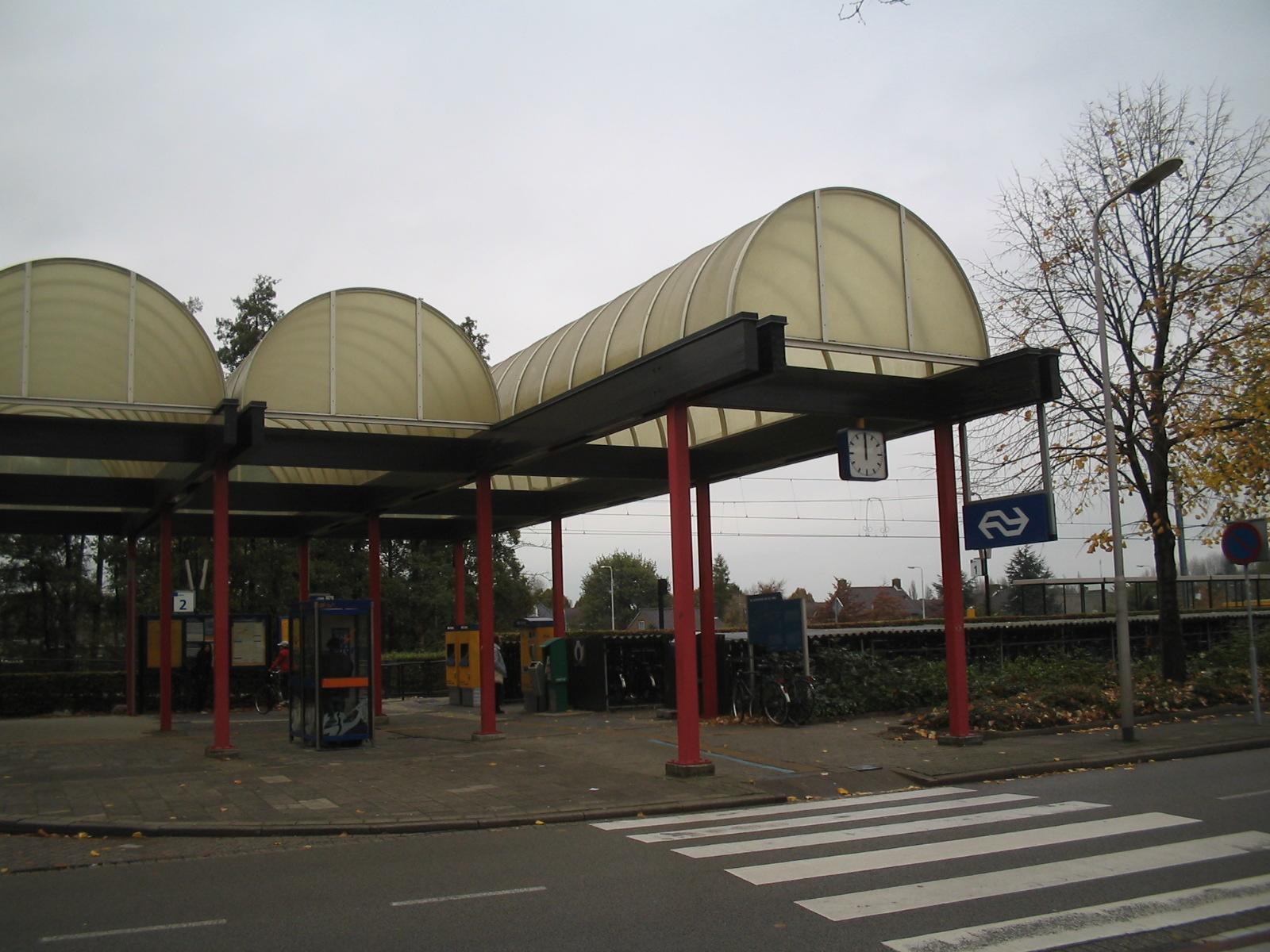
De voormalige hoofdingang
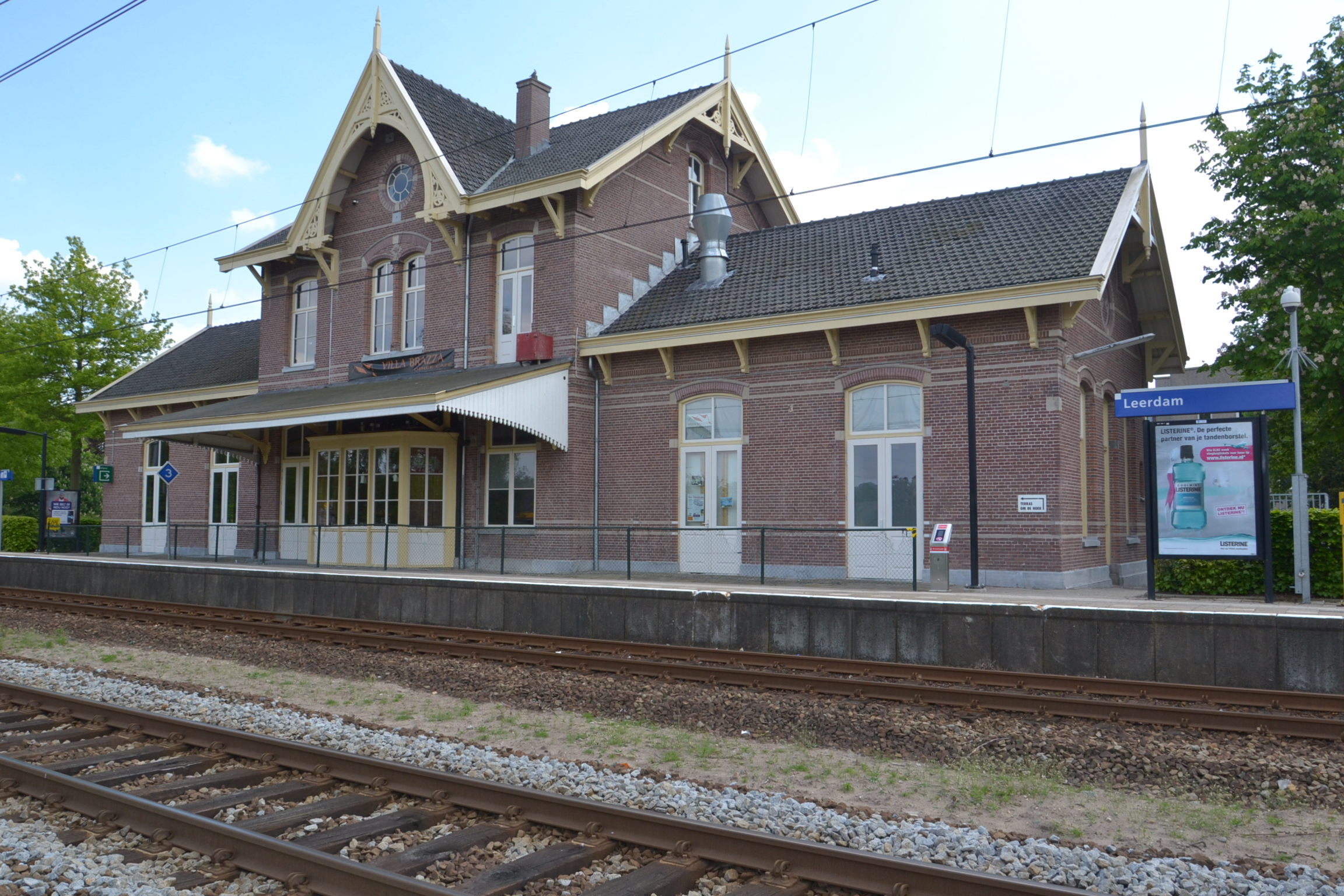
Het oude stationsgebouw
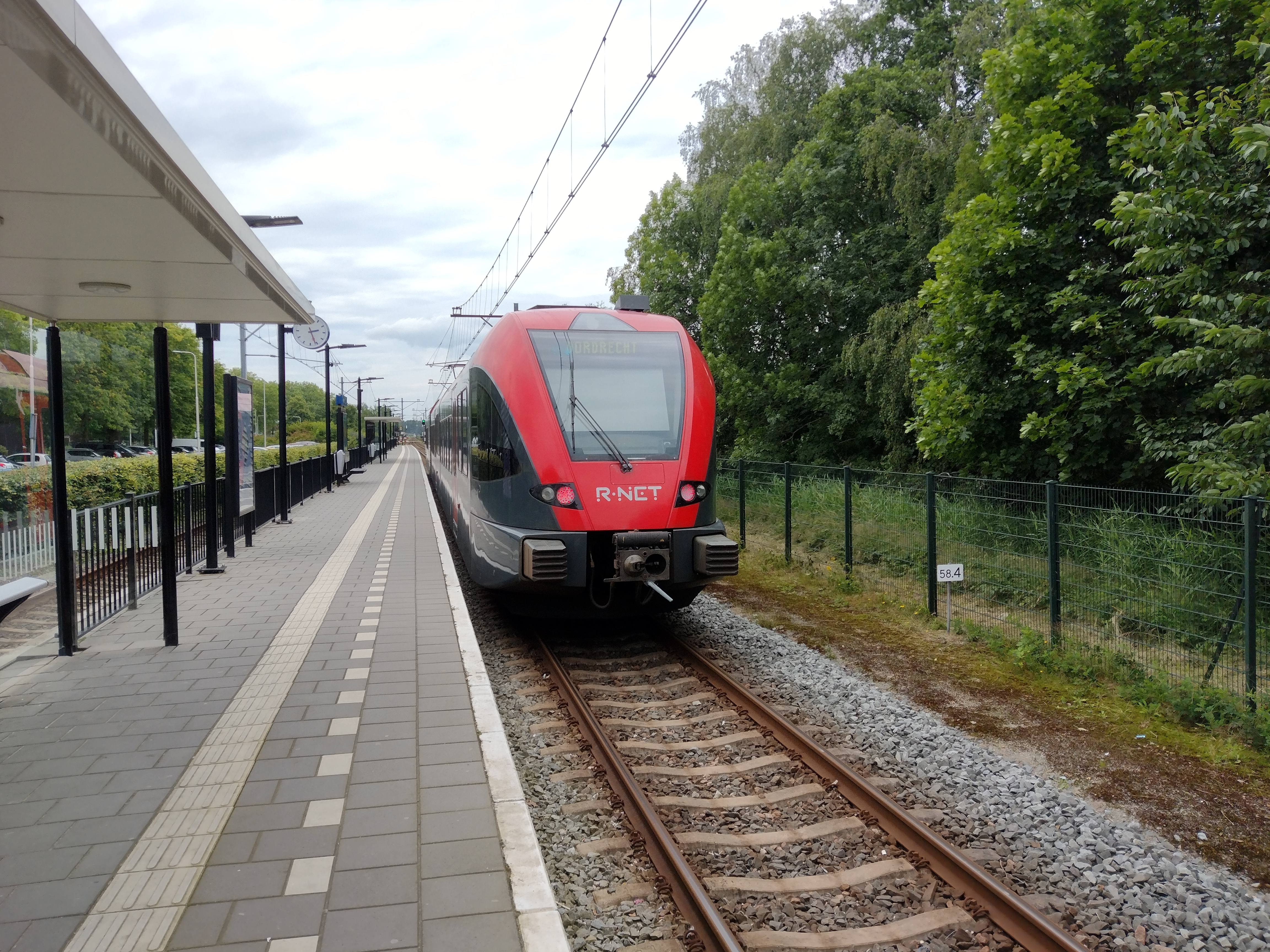
GTW van R-NET op het station

0: Elst ·
1: Vork ·
6: Valburg ·
11: Zetten-Andelst ·
15: Hemmen-Dodewaard ·
17: Opheusden ·
21: Kesteren ·
25: Schaapsteeg ·
27: Echteld ·
33: Tiel ·
35: Tiel Passewaaij ·
37: Wadenoijen ·
41: Utrechtsche Straatweg ·
45: Geldermalsen ·
51: Beesd ·
55: Rhenoy ·
58: Leerdam ·
66: Arkel ·
Gorinchem Noord ·
71: Gorinchem ·
73: Schelluinen ·
75: Giessen-Nieuwkerk ·
77: Boven Hardinxveld ·
78: Hardinxveld-Giessendam (1885) ·
79: Hardinxveld-Giessendam (1957) ·
80: Gasfabriek ·
Hardinxveld Blauwe Zoom ·
84: Sliedrecht ·
87: Sliedrecht Baanhoek ·
90: 't Visschertje ·
91: Dordrecht Stadspolders ·
94: Dordrecht
Abcoude · 
Amersfoort:
-Centraal · 
-Schothorst · 
-Vathorst · 
Baarn · 
Bilthoven · 
Breukelen · 
Bunnik · 
Den Dolder · 
Driebergen-Zeist · 
Hoevelaken · 
Hollandsche Rading ·
Houten · 
-Castellum · 
Leerdam · 
Maarn · 
Maarssen · 
Rhenen · 
Soest · 
-Zuid · Soestdijk · 
Utrecht:
-Centraal · 
-Leidsche Rijn · 
-Lunetten · 
-Maliebaan · 
-Overvecht · 
-Terwijde · 
-Vaartsche Rijn · 
-Zuilen · 
Veenendaal: 
-Centrum · 
-West · 
Vleuten · 
Woerden
Voormalige stations: zie de lijst van voormalige spoorwegstations in Utrecht